# II. Eumenész pergamoni király
II. Eumenész Philadelphosz Szótér (i. e. 221 – i. e. 159) pergamoni király i. e. 197-től haláláig.
I. Attalosz királyt, édesapját követte a trónon. Hűséges szövetségese volt a rómaiaknak előbb Spárta királya, az etóliaiak, majd Nagy Antiochius szíriai király elleni háborújukban. Hűségéért Szíria területeinek jelentős részét Pergamonhoz csatolták, ezzel Eumenész az egyik legjelentősebb uralkodó lett a Földközi-tenger partvidékén. Később Prusziász király háborúzott vele, akit az elmenekült pun fejedelem, Hannibál is támogatott. Ebben a háborúban azonban Róma gyorsan Eumenész mellé állt, majd egy későbbi, Pharnakosz király elleni háborúban is jelentősen támogatta. Később a rómaiakkal való kapcsolata sokat romlott, amikor a rhodosziakkal került összetűzésbe, mert nem akarták, hogy Eumenésznek túlságosan nagy hatalom legyen a kezében. Szerencsére ismét barátira fordult ez a viszony, amikor i. e. 172-ben Perszeusz makedón király Róma ellen irányuló terveit ismertette a köztársasággal. A makedón háborúban is Róma pártján állt, amikor azonban a hőn áhított makedóniai területeket nem sikerült meghódítania, megcsappant a háborús lelkesedése, sőt, még Perszeusszal is alkut kötött. A háború után annyira megromlott Eumenész Rómával való kapcsolata, hogy még háborúra is sor kerülhetett volna, ez azonban Eumenész halála miatt Pergamon nagy szerencséjére elmaradt. Nagyra nőtt birodalmát fiára szerette volna hagyni, de ő még kiskorú volt, így Eumenészt öccse, II. Attalosz követte a trónon.

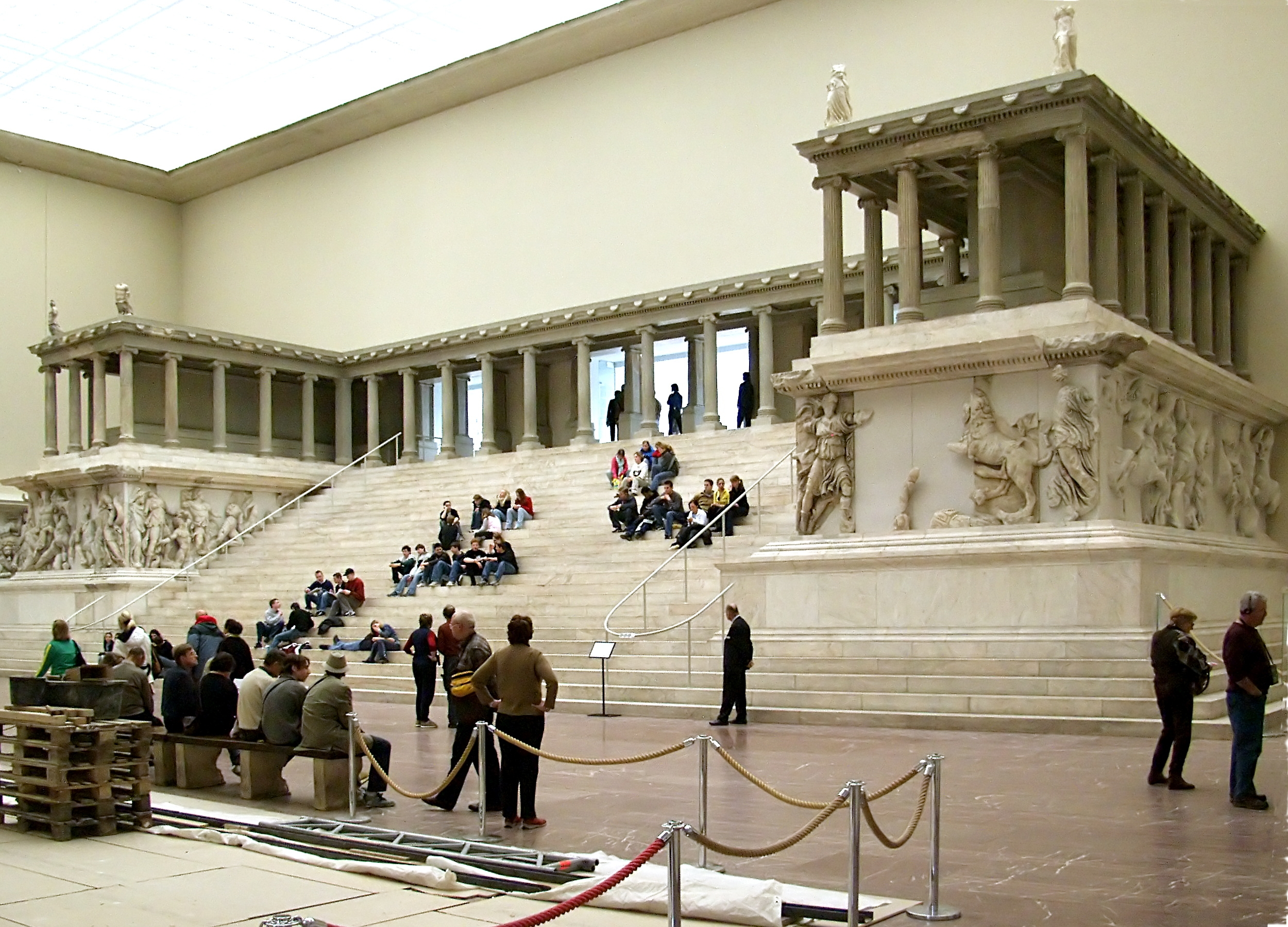
A pergamoni Zeusz oltár a berlini Pergamonmuseum-ban

Eumenész bőkezűen támogatta a művészeteket és a tudományokat, sőt magukat a művészeket és a tudósokat is. Rengeteg tudóst és költőt hívott meg palotájába, és ő alapította a híres Pergamoni Könyvtárt is. Így akart versenybe szállni Egyiptommal, mert akkoriban a papirusz egyeduralma jellemezte az írásbeliséget, és kifejlesztették a városról elnevezett pergament. További jelentős műve Eumenésznek, hogy befejeztette az apja által megkezdett pergamoni Zeusz oltárt.

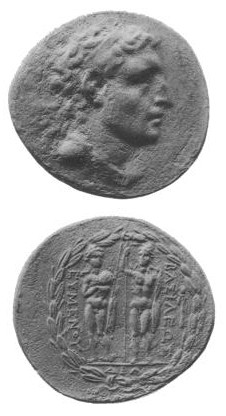
pénzérme II. Eumenész arcképével

## Családja
Feleségül vette IV. Ariarathész kappadókiai király leányát, Sztratoniké hercegnőt, egyetlen gyermekükről lehet tudni: III. Attalosz későbbi király. Később született egy ismeretlen nőtől egy törvénytelen fia is: Arisztonikosz.